# SMS S 24
S 24 – niemiecki niszczyciel z okresu I wojny światowej. Dwunasta jednostka typu S 13. Po wojnie pozostał pod banderą niemiecką przekazany Wielkiej Brytanii. W czasie rejsu do Wielkiej Brytanii wszedł na mieliznę i został na niej pocięty na złom w grudniu 1920 roku.